# HD 213429
HD 213429 je spektroskopski binarni sistem v ekvatorialnem ozvezdju Vodnarja. Njena združena magnituda je 6,16, od nas pa je oddaljena 83 svetlobnih let. Par zaokroži ena okoli druge v 631 dneh na povprečni razdalji okoli 1,74 AU z ekscentričnostjo 0,38.